# Le Bourgneuf-la-Forêt
Le Bourgneuf-la-Forêt är en kommun i departementet Mayenne i regionen Pays de la Loire i nordvästra Frankrike. Kommunen ligger i kantonen Loiron som tillhör arrondissementet Laval. År 2022 hade Le Bourgneuf-la-Forêt 1 726 invånare.

## Befolkningsutveckling
Antalet invånare i kommunen Le Bourgneuf-la-Forêt
| Referens: INSEE |